# SD Indautxu
Az SD Indautxu, más formában SD Indauchu, teljes nevén Sociedad Deportiva Indautxu spanyolországi, baszkföldi labdarúgócsapatot 1924-ben alapították, 2006 óta baszk regionális bajnokságokban szerepel..

## Története
A klubot 1924-ben alapították. Mindössze öt évvel később megszűnt, csak 1940-ben alakult meg újra. Legsikeresebb időszaka az 50-es, 60-as évekre esett. 1955-ben, több volt Bilbao-játékossal a keretben, mint például Telmo Zarra vagy José Luis Panizo,  története során feljutott a másodosztályba. Egészen 1967-ig sikerült ezt megtartania, ezalatt kétszer harmadik és egyszer negyedik is volt. Utolsó másodosztálybeli szezonja az 1968-69-es volt.

## Ismertebb játékosok
- José Eulogio Gárate
- Unai Laka
- Raimundo Lezama
- José Luis Panizo
- Jesús María Pereda
- Telmo Zarra